# Aerojet Rocketdyne Holdings
Aerojet Rocketdyne Holdings, Inc. — є холдинговою компанією Aerojet Rocketdyne, американського виробника ракетних, гіперзвукових і електричних силових систем для космічного, оборонного, цивільного та комерційного застосування. Aerojet бере свій початок від General Tire and Rubber Company, заснованої в 1915 році, тоді як Rocketdyne було створено як підрозділ північноамериканської авіації в 1955 році.
Окрім Aerojet Rocketdyne, холдингова компанія також володіє ріелторською компанією Easton Development Company, LLC, через яку вона володіє понад 12 000 акрів землі поблизу Сакраменто, Каліфорнія, яка спочатку використовувалася для операцій Aerojet у випробуваннях і виробництві, починаючи з 1950-х років, проте через У зв’язку з еволюцією фірми та силових технологій близько половини цієї землі зараз перебудовується компанією для житлових і комерційних цілей.

## Історія

### Передумови: Aerojet
Через кілька десятиліть після початку виробництва гумових виробів компанія General Tire & Rubber перейшла на телемовлення та аеронавтику.
У 1940-х роках компанія Aerojet почала експериментувати з різними конструкціями ракет. Для ракети на твердому паливі їм знадобилися сполучні матеріали, і вони звернулися за допомогою до General Rubber. General став партнером компанії.
Радіомовлення почалося з придбання кількох радіомереж, починаючи з 1943 року. У 1952 році компанія придбала WOR-TV, що розширило телевізійний бізнес. У 1953 році компанія General Tire & Rubber купила кіностудію RKO Radio Pictures. Усі його медіа- та розважальні холдинги були організовані в підрозділ RKO General.
Завдяки студійному та ракетному бізнесу компанія General Tire & Rubber стала володіти великою кількістю власності в Каліфорнії. Його внутрішній відділ управління об’єктами почав комерціалізувати свою діяльність, привівши General Tire & Rubber до бізнесу з нерухомістю. Це почалося, коли Aerojet-General Corporation придбала приблизно 51 000 км2 землі в окрузі Східний Сакраменто. Компанія Aerojet перетворила ці колишні родовища золота на одне з найкращих у західному світі ракетобудівних і випробувальних установок. Однак більша частина цієї землі використовувалася для забезпечення безпечних буферних зон для випробувань і виробничих операцій Aerojet. Пізніше, коли потреба в цих приміщеннях і зонах безпеки зменшилася, майно стало доступним для іншого використання. Розташований за 24 км на північний схід від Сакраменто вздовж шосе США 50, нерухомість була цінною, оскільки знаходилась у ключовому коридорі зростання в регіоні. Приблизно 6 000 акрів (24 км2)   земель Aerojet зараз планується як громада під назвою Істон. Для допомоги в цьому процесі було створено ТОВ «Істон Девелопмент Компані».

### Передумови: Rocketdyne

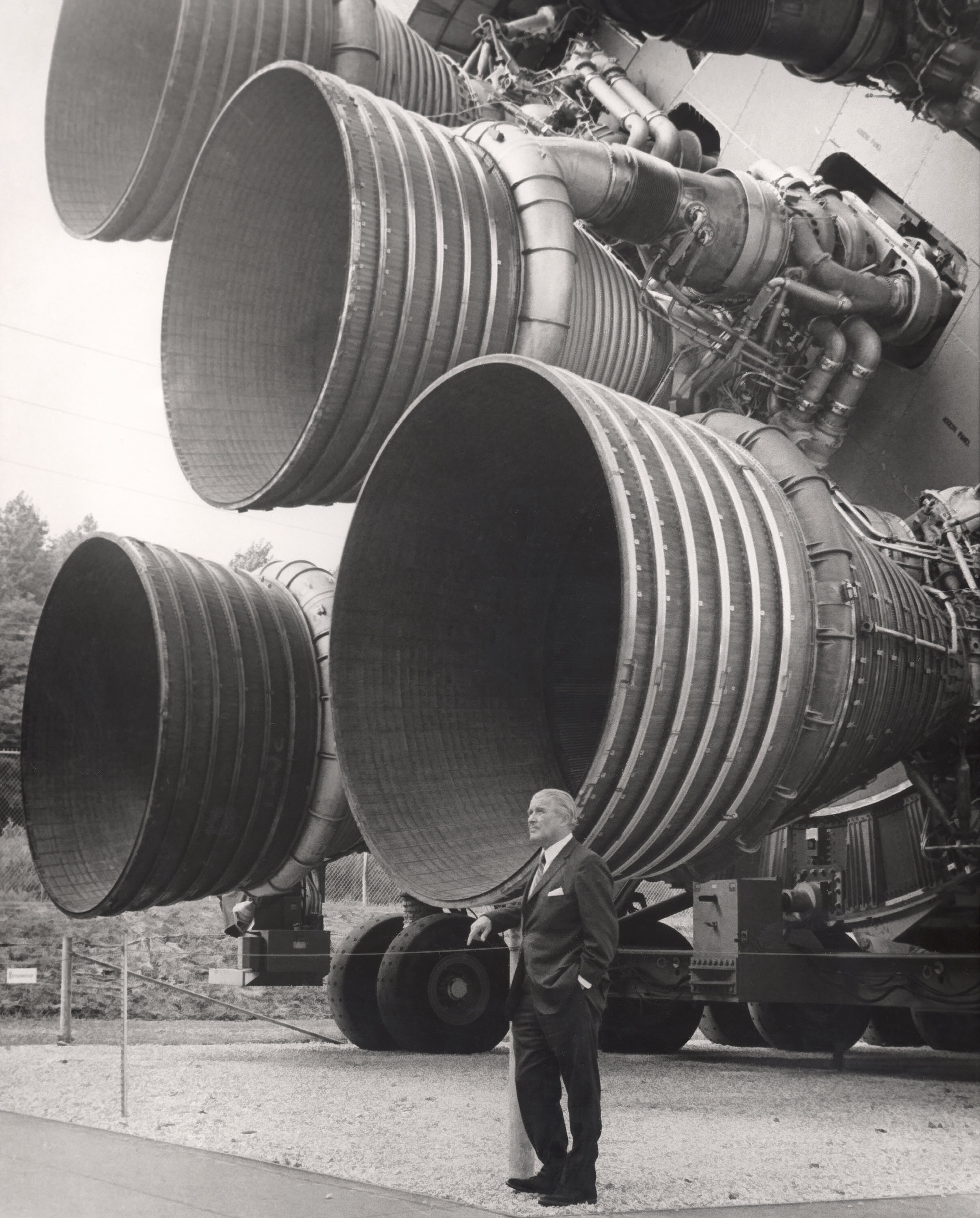
Двигуни Rocketdyne F-1 на першому ступені Saturn V космічної програми Apollo

У 1955 році компанія North American Aviation відокремилася від Rocketdyne, розробника ракетних двигунів, який базувався на дослідженнях німецької ракети V-2 після Другої світової війни. Rocketdyne стане головним постачальником для NASA, виробляючи двигун Rocketdyne F-1 для ракети Saturn V космічної програми Apollo, а також двигун RS-25 програми Спейс Шаттл і її наступника програми Space Launch System (SLS). Разом Aerojet Rocketdyne внесла свій внесок у кожну успішну місію НАСА на Марс, включаючи етапи запуску, входу, спуску та посадки марсохода Perseverance.

### Зміна імені

Словесний знак GenCorp до 2015 року.

У 1984 році General Tire створила материнську холдингову компанію GenCorp для різних видів бізнесу. Основними дочірніми компаніями були: General Tire and Rubber; RKO General, трансляційне відділення конгломерату; DiversiTech General, виробник тенісних м’ячів і полімерних виробів, включаючи автомобільну звукоізоляцію та шпалери для дому; і <a href="./Aerojet" rel="mw:WikiLink" data-linkid="undefined" data-cx="{&amp;quot;userAdded&amp;quot;:true,&amp;quot;adapted&amp;quot;:true}">Aerojet General</a>, оборонний (ракетний) підрядник.
Через свою дочірню компанію RKO General компанія також мала частки в: Frontier Airlines; RKO bottlers, які керували дистриб'юторськими компаніями Pepsi-Cola; і кілька курортів і готелів, включаючи курорт Westward Look у Тусоні, штат Аризона.

### Дисконгломерація
Наприкінці 1980-х років GenCorp зіткнулася зі спробою ворожого поглинання, а також з іншими труднощами.
RKO General зіткнувся з труднощами з Федеральною комісією зі зв’язку (FCC) під час процедури поновлення ліцензії наприкінці 1980-х років. Федеральна комісія з зв’язку (FCC) не бажала продовжувати ліцензії на трансляцію через масову брехню рекламодавцям і регуляторам. У результаті тривалого розгляду GenCorp продала власність RKO General, починаючи з 1987 року.
GenCorp також продала свій колишній флагман General Tire німецькому виробнику шин Continental AG, щоб зосередитися на Aerojet.
У 1999 році GenCorp відокремила свій бізнес з виробництва декоративних і будівельних виробів і хімічних речовин. GenCorp створила OMNOVA Solutions, Inc. в окрему публічну компанію та передала їй ці підприємства.
Станом на 2008 рік GenCorp залишила два напрямки діяльності: Aerojet і нерухомість.

## Ядерна суперечка
У 2008 році Державний пенсійний фонд Норвегії вилучив свої інвестиції в GenCorp через виробництво ядерної зброї. Станом на 2015 рік цей статус не змінювався.